# مستر دريلر
مستر دريلر (بالإنجليزية:Mr. Driller) لعبة فيديو من نوع أركيد من تطوير شركة نامكو ونشر وتوزيع 3 شركات هي نامكو وسوني إنتراكتيف إنترتينمنت وفيرجن إنتراكتف صدرت لأول مره في أكتوبر 1999 في الولايات المتحدة وتعمل على عده منصات منها جهاز بلاي ستيشن ودريم كاست وغيرها.
في عام 2018 ظهرت اللعبة على جهاز بلاي ستيشن كلاسيك.

## روابط خارجية
- الموقع الياباني الرسسمي